# رتیشچفو
شهر رتیشچفو (به روسی: Ртищево) در کشور روسیه و در اوبلاست ساراتوف واقع شده‌است.